# Bushin
Per Bu Shin, (武心) in Giappone si intende uno stile di vita e una filosofia attraverso le quali si cerca la pace, in cui l'abilità del combattimento è orientata al mantenimento della pace. La tradizione delle scuole giapponesi di questa arte marziale e/o filosofia indica che per acquisire il Bu Shin è necessario praticare il Bu Jutsu ed il Seishin, ovvero le Arti della difesa, e l'elevazione del proprio spirito.
L'etimologia della parola Bu Shin è insita negli stessi kanji. Infatti la prima sillaba (Bu 武) è formata da due ideogrammi: Hoko (戈), il cui significato è "lancia" o "alabarda", e Tomeru (止), che sta per "fermare", "arrestare". Quindi letteralmente il significato della parola Bu Shin è "fermare le lance", ossia cessare le ostilità. 
Attraverso la rigorosa pratica della tecnica del Bu Jutsu (武術), dovuta principalmente a ciò che al giorno d'oggi consideriamo "difesa personale", si acquisisce fiducia in se stessi, si accresce il proprio livello di attenzione, prendendo coscienza dei propri limiti e punti di forza, migliorando la propria forza fisica, l'agilità, l'intelligenza del movimento, la salute, ma soprattutto la personale abilità nel difendersi, abilità che contribuisce, qualora l'avessimo, della paura del contatto con il prossimo. 
Il Seishin (精神) rappresenta invece l'evoluzione della mente e dello spirito, attraverso la pratica della verità e della correttezza, ma ad un livello maggiore alla sola coltivazione di una morale e di un'etica che rendono possibile la pacifica convivenza tra individui. Il Seishi è di fatto una forma di religione, dove l'adepto cerca da sempre le risposte fondamentali della propria esistenza. Infatti in kanji Shin (神) sta anche a significare il Divino, Dio.